# Marlene (1984)
Marlene of Marlene Dietrich: Porträt eines Mythos is een Duitse documentairefilm van Maximilian Schell uit 1984 over Marlene Dietrich. De film is gemaakt door de Bayerischer Rundfunk en OKO-Film en uitgebracht door Futura Film en Alive Films.
Marlene Dietrich en Maximilian Schell werkten samen aan Judgment at Nuremberg in 1961. Schnell probeerde haar over te halen aan een documentaire over haar leven mee te werken. Ze weigerde steeds. In 1982 ging ze akkoord op voorwaarde dat ze zelf niet zou hoeven verschijnen. De film bestaat daarom uit audiocommentaar geïllustreerd met fragmenten en foto's van haar films en uit journaalbeelden. Ze had een contract voor "40 uur spreken", waarvan de helft in het Duits en de andere helft in het Engels. In de interviews met Schnell negeert ze vaak de vraag en uit bijtende commentaren, onder andere over haar collega's en boeken over haar leven en films. Ze heeft het over leven en dood, realiteit en illusie en de aard van het sterrendom. Door haar terughoudendheid veel over zichzelf te onthullen geeft ze een dieper inzicht in haar karakter dan mogelijk zou zijn in een conventioneler format.

## Fragmenten
De documentaire bevat fragmenten van de volgende films:
- Love Tragedy (1923)
- I Kiss Your Hand Madame (1929)
- Der blaue Engel (1930)
- Morocco (1930)
- Dishonored (1931)
- Blonde Venus (1932)
- The Scarlet Empress (1934)
- The Devil Is a Woman (1935)
- Desire (1936)
- Destry Rides Again (1939)
- Citizen Kane (1941)
- Stage Fright (1950)
- Witness for the Prosecution (1957)
- Touch of Evil (1958)
- Judgment at Nuremberg (1961)
- Schöner Gigolo, armer Gigolo (1979)

## Prijzen
De film werd in 1986 genomineerd voor een Academy Award als beste documentaire. De film won een prijs voor de beste productie bij de filmonderscheidingen in Bavaria. Ook kreeg de film een Deutscher Filmpreis. Prijzen voor beste documentaire werden verkregen op de New York Film Critics Circle Awards, de National Society of Film Critics Awards, en de Boston Society of Film Critics Awards.